# Na večer Bílé soboty
Na večer Bílé soboty (též psáno Na večer bílé soboty) je jednoaktová opera českého skladatele Antonína Vojtěcha Horáka na libreto Adolfa Weniga. Napsána byla roku 1897 a poprvé byla provedena dne 21. září 1898 v Národním divadle v Praze.
Oba autoři byli na počátku své kariéry: pro 24letého Weniga to byla první větší práce, o rok mladšího Horáka nazvala kritika skladatelem „úplně neznámým“. Námětem je prostá příhoda z venkovského prostředí, i když tragický konec připomíná dobově populární veristické aktovky – ostatně při své premiéře byla opera Na večer Bílé soboty hrána v kombinaci s programovým dílem italského verismu, Komedianty Ruggera Leoncavalla. Libretista Adolf Wenig své dílo věnoval „památce svého otce, děda a praděda, učitelů venkovské školy“. Libreto je zpracováno originálním způsobem, i když kritika připomínala, že dějiště opery (kruchta venkovského kostela) není ideální z hlediska motivace přítomnosti různých postav i z hlediska scénického ztvárnění a rovněž původní nápad po krátké předehře otevřít oponu, odehrát první scénu kostelního zpěvu, a poté oponu zavřít a pokračovat vlastní předehrou náladově předjímající romanticko-tragický děj, vzbudil u recenzenta Národních listů pochybnosti.
Z Horákovy hudby byla nejvíce chválena první scéna, vyobrazení zpěvu z českého venkovského kostela, zejména využitím nástrojů dokonale charakterizující atmosféru. Jinak byla jeho hudba charakterizována jako poněkud povšechná, s názvuku „národní“ hudební školy, a nikoli veristicky emotivní, naopak velmi střízlivá, až suchá, nejšťastnější v detailní drobnokresbě. Orchestrální část opery hodnotila kritika příznivěji než vokální, protože zpěvu vévodila přísná deklamace a příležitosti k charakterizaci postav nebo lyrickým zastavením, které libreto poskytovalo, nebyly využity. Cekově kritik Národních listů soudil, že „první pokus dopadl [pro mladého skladatele] zcela slušně“.

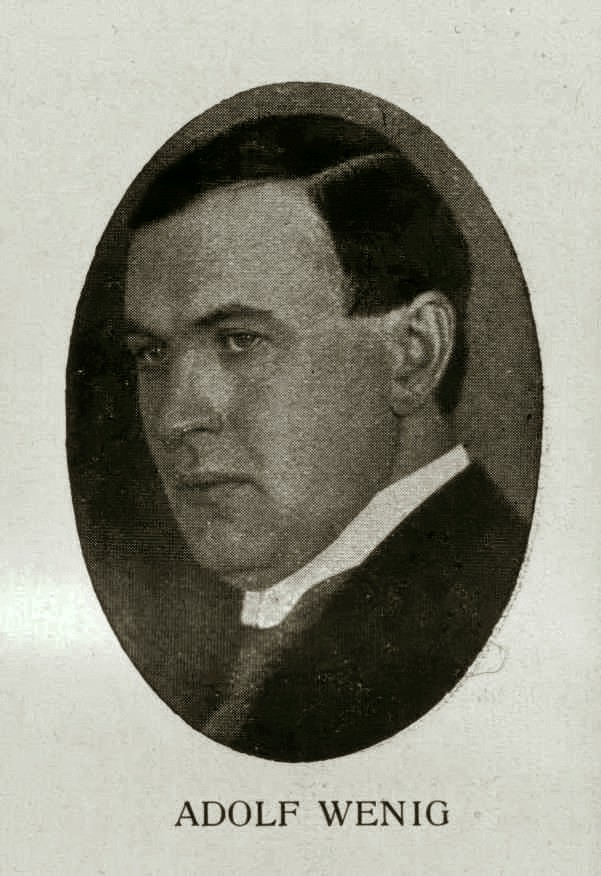
Adolf Wenig, libretista opery

V Národním divadle byla opera střídavě dávána po dobu jednoho roku, večer doplňovaly různé tituly. Obecenstvo ji přijalo příznivě a dosáhla dobrého počtu 13 představení celkem. Po pražském Národním divadle uvedlo Horákovu operu ještě Národní divadlo v Brně (premiéra 15. prosince 1900), ale později již hrána nebyla. V roce 1900 vystoupil Horák, povzbuzen poměrným úspěchem své prvotiny, se svou druhou, celovečerní operou Babička podle známé stejnojmenné novely Boženy Němcové.
Libreto vydal roku 1898 nakladatel Alois Wiesner.

## Osoby a první obsazení
| osoba                                                                           | hlasový obor | premiéra (21. 9. 1898) |
| ------------------------------------------------------------------------------- | ------------ | ---------------------- |
| Učitel Brázda, 55 let                                                           | baryton      | Václav Viktorin        |
| Správce Soukup, 50 let                                                          | bas          | Václav Kliment         |
| Učitelův Jan, 23 let                                                            | tenor        | Karel Veselý           |
| Správcova Márinka, 18 let                                                       | soprán       | Karla Fabiánová        |
| Kněz za scénou. Učitelé z okolí, jejich ženy a dcery. Hudebníci. Lid za scénou. |              |                        |
| Dirigent:                                                                       | Dirigent:    | Adolf Čech             |
| Režie:                                                                          | Režie:       | František Adolf Šubert |
| Výprava:                                                                        | Výprava:     | Robert Holzer          |
| Kostýmy:                                                                        | Kostýmy:     | J. Šilhavý             |

## Děj opery

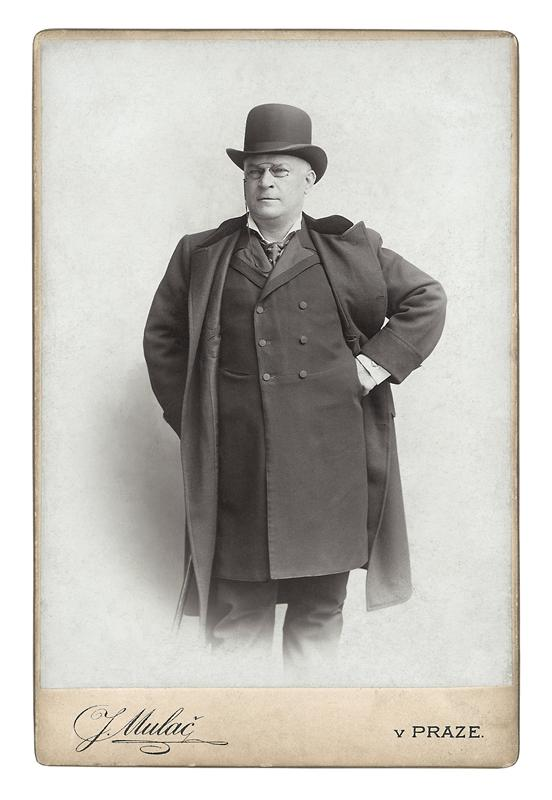
Václav Viktorin, první představitel učitele Brázdy (civilní fotografie od Jana Mulače)

(Kůr vesnického kostela, roku 1830) Předehra. Součástí je scéna z velikonoční mše (je večer Bílé soboty). Z kostela je slyšet zpěv kněze a lidu, na kůru zpívají učitelé s rodinami a hrají venkovští hudebníci, řídí učitel Brázda (sbor Vstalť jest této chvíle a Te Deum). Po předehře se zpěváci a hudebníci rozcházejí 'sbor Tak šťastně skončeno je dnešní Vzkříšení). Brázdův syn Jan a správcovic Márinka si smlouvají schůzku. Všichni odcházejí, jen správce zůstává, chce o něčem promluvit s učitelem. Brázda využívá příležitosti a snaží se u správce prosit za mladé milence (arioso Své prosby zase k srdci vašemu), ale Soukup opět odmítá, Márinka se má dostat doktorovi z města. Ale po učiteli by na dnešní noc chtěl, aby mu nechal kůr kostela otevřený. Vypráví o tom, jak se kdysi zavázali s farářem, učitelovým bratrem, že ten, kdo z nich dříve skoná, přijde povědět druhému o záhrobním životě. Farář před půl rokem zemřel a dnes se má zjevit (árie Soukupa Za bílou zdí tam pod drnem). Brázda mu to slíbí. O samotě jej napadá lest: může si obléci šaty nebožtíka bratra, jemuž je tak jako tak podoben, a přijít na kůr místo něj, aby pohnul Soukupem ve prospěch Jana a Márinky (árie Můj bože, hlavou víří divně). Je mu při tom kacířském pomyšlení úzko, ale odhodlává se to vykonat pro blaho dětí.
Stmívá se, zvenčí je slyšet zpěv děvčat (sbor Škoda je těch božích květů). Na kůr se uchylují oba milenci, kteří nemají pro schůzku jiného bezpečného místa (duet Co on tu chce? … Svou lásku skrývat musíme a Janův zpěv Noc jemnou sáhla rukou svou). Musí se ukrýt před Brázdou, který je připraven na provedení svého záměru, ač má strach. Když se dostaví Soukup, učitel v přestrojení za nebožtíka odmítá prozradit tajemství posmrtného života, ale žádá správce, aby nepřekážel své dceři v lásce (árie Já přišel, slib svůj abych tobě splnil). Při couvání k odchodu však spadne ze schodů a zlomí si vaz. U mrtvého se seběhnou Soukup, Jan a Márinka. Správce lest pochopí, ale hodlá splnit mrtvému poslední přání a dává souhlas ke sňatku své dcery s učitelovým synem.